# Amata (Australia)
Amata – miasto w Australii, w stanie Australia Południowa.